# Jougne
 Jougne  es una comuna y población de Francia, en la región de Franco Condado, departamento de Doubs, en el distrito de Pontarlier y cantón de Mouthe. Es la mayor población del cantón.
Está integrada en la Communauté de communes du Mont d'Or et des Deux Lacs , de la que es la mayor población.

## Demografía[2]
| 907 | 909 | 1 047 | 970 | 1 189 | 1 143 | 1 211 | 1 331 | 1 319 | 1 337 | 1 540 | 2 020 | 1 817 | 1 916 | 2 010 | 1 844 | 1 215 | 1 169 | 1 086 | 1 185 | 1 011 | 955 | 874 | 843 | 761 | 762 | 744 | 815 | 858 | 866 | 1 162 | 1 198 | 1 338 |
| Para los censos de 1962 a 1999 la población legal corresponde a la población sin duplicidades (Fuente: INSEE [Consultar]) |     |       |     |       |       |       |       |       |       |       |       |       |       |       |       |       |       |       |       |       |     |     |     |     |     |     |     |     |     |       |       |       |